# Fabian Kazimierz Szaniawski
Fabian Kazimierz Szaniawski herbu Junosza (ur. 1700, zm. 22 listopada 1734) – łowczy wielki litewski, starosta sochaczewski w 1723 roku, poseł na sejmy.

## Życiorys
Był jedynym synem Kazimierza (zm. 1706), podczaszego trockiego bratankiem Konstantego Felicjana, który po przedwczesnej śmierci rodziców był jego opiekunem prawnym. W 1723 został starostą grodowym sochaczewskim. Po ślubie z Eleonorą z Potockich, córką Piotra Jana kasztelana bełskiego, bratanicą biskupa warmińskiego Teodora Potockiego, otrzymał z cesji teścia  starostwo czerkaskie  w województwie kijowskim. Na sejm 1724 posłował z ziemi sochaczewskiej. 24 października 1725 otrzymał rotmistrzostwo chorągwi pancernej w armii koronnej po zmarłym Adamie Szaniawskim. Był posłem na sejm w 1726. 11 marca 1732 został łowczym wielkim litewskim. Podczas bezkrólewia po śmierci Augusta II 18 marca 1733 obrano go sędzią kapturowym na sejmiku w Sochaczewie oraz posłem na sejm elekcyjny. 12 września 1733  oddał głos z województwem rawskim na Stanisława Leszczyńskiego. Po stryju Konstantym Felicjanie odziedziczył dobra w ziemi warszawskiej, pałac w Warszawie przy ul. Senatorskiej oraz dworek na Solcu, ponadto uzyskał 252 233 zł 28 gr w gotówce oraz 398 grzywien srebra. Szaniawski miał starostwo kąkolewnickie z cesji Adama Szaniawskiego (od 1718), a 21 września 1725 uzyskał dla żony ius communicativum na tym starostwie. Po śmierci teściowej przejął 22 marca 1727 starostwo mostowskie w województwie bełskim i wkrótce również na nim otrzymał ius communicativum dla żony. Fabian Szaniawski został pochowany w  1735, zapewne w kościele Pijarów w Łukowie.